# CELP
A CELP (Code-Excited Linear Predictive) egy kód-gerjesztéses lineáris prediktív kodek.
Egy olyan beszédtömörítési eljárás, ahol a kodek (hibrid kodek) sebességet 10 kbit/s alá csökkenti, a CELP, azaz a kódgerjesztésű lineáris predikciós kódoló. A CELP kodekek 4,8 (DoD CELP) és 16 kbit/s (CCITT G728 Low Rate CELP) sebességű, jó minőségű kódolt beszédet állítanak elő.
A gerjesztő jelet a kódoló és a dekódoló egy megegyező kódtáblából veszi, amelynek a tartalma rögzített, illetve helyben előállítható a jelből, így elegendő a kódtábla indexét átvinni. Ez azt jelenti, hogy a jel mintáit előre definiált mintákkal hasonlítja össze, és a leginkább egyező hullámforma kódját küldi el.